# Bundesversorgungstarif
Der Bundesversorgungstarif ist ein zwischen dem Bundesminister für Arbeit und der Kassenärztlichen Bundesvereinigung ausgehandelter Tarif.
Er regelt die Höhe der Vergütung ärztlicher Leistungen, welche 
Kriegsversehrte zur Behandlung ihres Kriegsbeschädigungsleidens in Anspruch nehmen.

## Heilbehandlung Kriegsversehrter
Gemäß Bundesversorgungsgesetz (BVG) führen die gesetzlichen Krankenkassen die Heilbehandlung Kriegsversehrter durch. 
Versehrte erhalten von ihrer Krankenkasse eine Krankenversicherungskarte, auf welcher sie durch den Vermerk BVG-Betreute als Kriegsbeschädigte ausgewiesen werden. 
Die Inanspruchnahme ärztlicher Leistungen zur Behandlung der Folgen einer kriegsbedingten Gesundheitsschädigung sichert das Bundesversorgungsgesetz auch Kriegsversehrten zu, die keiner Krankenkasse angehören. Für die Heilbehandlung werden diese einer solchen zugeteilt.
Grundlage für die Vergütung der Behandlung des Kriegsbeschädigungsleidens ist der Bundesversorgungstarif. 
Die Kosten einer ärztlichen Behandlung der Folgen kriegsbedingter Gesundheitsschädigungen übernimmt nicht die gesetzliche Krankenversicherung, sondern der Staat.